# 1800年の相撲
1800年の相撲（1800ねんのすもう）は、1800年の相撲関係のできごとについて述べる。

## 興行
- 4月場所（江戸相撲）[1]
  - 興行場所:浅草蔵前八幡宮境内
  - 5月14日（旧4月21日）より晴天10日間興行
    - 5日目で打ち止め。
- 4月場所（大坂相撲）[1]
  - 興行場所:難波新地
  - 7月7日（旧5月16日）より興行。
    - 4月場所であるが、江戸相撲と時期が重なっていたため5月まで延期。
- 10月場所（江戸相撲）[2]
  - 興行場所:朝倉蔵前八幡宮社内
  - 12月11日（旧10月25日）より晴天10日間興行